# Benjamín Castillo Plascencia
Benjamín Castillo Plascencia (ur. 9 września 1945 w Ixtlahuacán del Río) – meksykański duchowny rzymskokatolicki, biskup Celaya w latach 2010-2021.

## Życiorys
Święcenia kapłańskie otrzymał 14 kwietnia 1974 i został inkardynowany do archidiecezji Guadalajara. Pełnił funkcje m.in. wykładowcy miejscowego seminarium oraz wikariusza biskupiego ds. duszpasterskich.
18 listopada 1999 papież Jan Paweł II mianował go biskupem pomocniczym archidiecezji Guadalajary oraz biskupem tytularnym Sufasar. Sakry biskupiej udzielił mu 8 stycznia 2000 kard. Juan Sandoval Íñiguez.
8 lutego 2003 został mianowany biskupem Tabasco. 29 kwietnia 2010 otrzymał nominację na biskupa Celaya, zaś 24 czerwca 2010 kanonicznie objął urząd. 12 czerwca 2021 odszedł na emeryturę.